# Cristina Branco
Cristina Branco (Almeirim (Ribatejo), 28 december 1972) is een Portugese fadozangeres.

## Biografie
Aanvankelijk zong Branco jazz en andere (voornamelijk Portugese) muziek. Haar grootvader bracht haar in aanraking met de fado van Amália Rodrigues. Dit deed haar besluiten zich hierop toe te leggen. Branco zingt fado in een modern jasje.
Al sinds het begin van haar carrière is Branco veelvuldig actief in Nederland. In 1997 bracht ze het live-album Cristina Branco in Holland uit, dat opgenomen was in Zaal 100 in Amsterdam. Haar echte doorbraak bij het Nederlandse publiek volgde in 2000 met haar album Canta Slauerhoff, waarop ze (door Mila Vidal Paletti) vertaalde gedichten van J. Slauerhoff zingt. Daarna boekte ze ook successen met albums als Sensus (2003) en Ulisses (2005). Tevens werkte ze meermaals samen met de Nederlandse groep BLØF, onder meer op het nummer Herinnering aan later (2006), dat op de cd Umoja verscheen. Ook zong ze mee op een speciale versie van het nummer Dansen aan zee. In 2006 won ze een Amália Award in de categorie Internationaal.
Branco toert regelmatig door heel Europa. In 2011 vulde ze haar repertoire aan met tangomuziek.

## Discografie

### Albums
| Album met eventuele hitnotering(en) in de Nederlandse Album Top 100 | Datum van verschijnen | Datum van binnenkomst | Hoogste positie | Aantal weken | Opmerkingen    |
| ------------------------------------------------------------------- | --------------------- | --------------------- | --------------- | ------------ | -------------- |
| Cristina Branco in Holland                                          | 1997                  | -                     |                 |              | Livealbum      |
| Cristina Branco live at Figi                                        | 1998                  | -                     |                 |              | video          |
| Murmúrios                                                           | 1998                  | -                     |                 |              | Goud (in 2009) |
| Canta Slauerhoff                                                    | 2000                  | 13-05-2000            | 67              | 16           |                |
| Post scriptum                                                       | 2000                  | 05-05-2001            | 100             | 1            |                |
| Corpo illuminado                                                    | 2001                  | 05-05-2001            | 89              | 3            |                |
| Sensus                                                              | 2003                  | 15-03-2003            | 29              | 17           |                |
| Ulisses                                                             | 2005                  | 15-01-2005            | 33              | 25           |                |
| Abril                                                               | 2007                  | 08-03-2008            | 87              | 2            |                |
| Kronos                                                              | 2009                  | -                     |                 |              |                |
| Fado - Tango                                                        | 2011                  | -                     |                 |              |                |
| Alegria                                                             | 2013                  | 27-04-2013            | 94              | 1            |                |
| Menina                                                              | 2016                  | -                     |                 |              |                |
| Branco                                                              | 2018                  | -                     |                 |              |                |
| Eva                                                                 | 2020                  | -                     |                 |              |                |
| Amoras numa Tarde de Outono                                         | 2022                  | -                     |                 |              |                |
| Mãe                                                                 | 2023                  | -                     |                 |              |                |

| Album met hitnotering(en) in de Vlaamse Ultratop 200 albums | Datum van verschijnen | Datum van binnenkomst | Hoogste positie | Aantal weken | Opmerkingen   |
| ----------------------------------------------------------- | --------------------- | --------------------- | --------------- | ------------ | ------------- |
| Ulisses                                                     | 2005                  | 29-01-2005            | 90              | 2            |               |
| Alegria                                                     | 2013                  | 23-03-2013            | 191             | 1            |               |
| Idealist                                                    | 2014                  | 15-02-2014            | 152             | 3            | Verzamelalbum |